# Euro Cup 1998
L'Euro Cup 1998 est la 3e édition de l'Euro Cup de football américain.

## Clubs participants
- Brussel Black Angels  Belgique
- Aarhus Tigers  Danemark
- Roskilde Kings  Danemark
- Oslo Trolls  Norvège
- Oslo Vikings  Norvège
- Saint-Gallen Vipers  Suisse

## Calendrier / Résultats
| Qualifié en finale |

### Groupe A
| Groupe A       |      |      |      |     |          |            |
| Club           | Vic. | Nuls | Déf. | Pts | Pts pour | Pts contre |
| Aarhus Tigers  | 3    | 0    | 0    | 9   | 126      | 49         |
| Oslo Trolls    | 2    | 0    | 1    | 6   | 80       | 83         |
| Oslo Vikings   | 1    | 0    | 2    | 3   | 39       | 77         |
| Roskilde Kings | 0    | 0    | 3    | 0   | 45       | 81         |

- 18 avril 1998 :

Kings 0-18 Vikings
Tigers 53-13 Trolls
- 2 mai 1998 :

Kings 28-35 Tigers
Trolls 39-13 Vikings
- 16 mai 1998 :

Trolls 28-17 Kings
Vikings 8-38 Tigers

### Groupe B
| Groupe B             |      |      |      |     |          |            |
| Club                 | Vic. | Nuls | Déf. | Pts | Pts pour | Pts contre |
| Saint-Gallen Vipers  | 2    | 0    | 0    | 6   | 81       | 12         |
| Brussel Black Angels | 0    | 0    | 2    | 0   | 12       | 81         |

- 11 avril 1998 :

Vipers 69-12 Black Angels
- 3 mai 1998 :

Black Angels 0-12 Vipers

### Finale
- 6 juin 1998 à Bruxelles :

Tigers 21-6 Vipers

## Source
- (fr)